# 小林香 (演出家)
小林 香（こばやし かおり、1977年 - ）は京都市出身の舞台演出家、作曲家。
パンフレットなどの英語表記は、Caori Covayashiとなっている。グランアーツに所属（業務提携）した後、現在はアミューズ所属。

## 略歴
- 1996年 - 高校卒業と同時に「京都フィロムジカ管弦楽団」を設立。日本でもっとも若い市民オーケストラとして注目される。
- 1997年 - 同志社大学在学中に管弦楽団での功績が認められ奨学金を受け、ニューヨーク・フィルハーモニックにインターン留学。
- 2000年 - 同志社大学法学部政治学科を卒業した後、舞台演出家を目指し上京。演出・振付家の謝珠栄の助手となる。
- 2002年 - 東宝と史上最年少（26歳）のプロデューサー契約を交わす。「レ・ミゼラブル」「ミスサイゴン」「マリー・アントワネット」「ベガーズ・オペラ」「SHOCK」などの作品に携わる。
- 2003年 - この年よりコンサートの演出や作詞家としての活動も開始。
- 2006年 - 特に作詞に力を入れ始め、ミュージカル俳優をはじめとする歌手に歌詞を提供。
- 2016年 - 12月1日付でグランアーツに所属[1]。

## 主な作品

### 舞台
2005年
- 『THE PRAYERⅢ』（作詞・構成・演出）（東京グローブ座、なんばHatch）
- 『眠らない音』（作詞・構成。姿月あさと主演、青山劇場、名鉄ホール、ドラマシティ、メルパルクホール）

2008年
- 『THE BUTTERFLY - Colored by Caori Covayashi』（作詞・構成・演出。新妻聖子・高良結香主演）

2010年
- SHOW-ism 『DRAMATICA/ROMANTICA』（構成・演出・訳詞）

2011年
- SHOW-ismⅡ『Underground Parade』（構成・演出・訳詞）
- SHOW-ismⅢ『DRAMATICA/ROMANTICA W』（構成・演出・訳詞）
- 『ロコへのバラード』（作・演出）　＊2013年に再演

2012年
- SHOW-ismⅣ『TATTOO 14』（作・演出）
- SHOW-ismⅤ『DRAMATICA/ROMANTICA V』（構成・演出・訳詞）

2013年
- 三大ミュージカルプリンスコンサート StarS（構成・演出）
- SHOW-ismⅥ『TATTOO 14』（作・演出）
- StarS ありがとう公演 ～みんなで行こう武道館～（構成・演出）
- 原田薫ソロ公演『モノクローム』（脚本・演出） ＊2014年に再演

2014年
- SHOW-ismⅦ『ピトレスク』（作・演出）
- ミュージカル『カルメン』（演出）
- 『ifi（イフアイ）』（構成・演出）

2015年
- SHOW-ismⅧ『∞／ユイット』（作・演出）
- サンリオピューロランド25周年アニバーサリーパレード『Miracle Gift Parade』（脚本・演出）

2016年
- ミュージカル『DNA-SHARAKU』（演出・脚本・作詞） [2]
- 『井上芳雄 シングス ディズニー 〜 ドリーム・ゴーズ・オン!』（構成・演出）[3]
- ミュージカル『ラディアント・ベイビー〜キース・ヘリングの生涯〜』（訳詞）[4]

2017年
- ブロードウェイミュージカル『きみはいい人、チャーリー・ブラウン』（訳詞）

2018年
- シアタークリエ10周年記念コンサート『TENTH』（総合演出）
  - 第1部 10周年記念ダイジェスト公演『この森で、天使はバスを降りた』（演出）
  - 第2部 日替わりキャストによる10周年記念ガラコンサート（演出）

2019年
- コンサート「MANA-HOLIC　～Asaka Manato concert　2nd～」（構成・演出。朝夏まなと主演）

2020年
- SHOW-ismⅨ『タイトル未定』（作・演出。美弥るりか主演）

2021年
- ミュージカル『The Last 5 Years』（演出。オルタナティブシアター、COOL JAPAN PARK OSAKA TTホール）
- ミュージカル『マドモアゼル モーツァルト』（演出。明日海りお主演、東京建物 Brillia HALL）

2024年
- ミュージカル『王様と私』（演出。日生劇場）

### 作詞
2005年
- 「眠らない愛／アンダンテ・カンタービレ」（コロムビア・ミュージックCD）

2009年
- 混声合唱のための組曲「箱船の教室」

2014年
- NHK全国学校音楽コンクール課題曲『共演者』[5]